# Друга битка за Хеглиг
Друга битка за Хеглиг (енгл. Second Battle of Heglig) оружани је сукоб војске Јужног Судана и Судана током међусобни рата 2012. године. Трајао је од 10. до 20. априла и окончан је победом јужносуданских снага, уз истовремено повлачење из зоне сукоба.